# Lac Falkner
Pour les articles homonymes, voir Falkner (homonymie).
Le lac Falkner, en Argentine, est un lac andin d'origine glaciaire situé au sud-ouest de la province de Neuquén, en Patagonie, dans le département de Lácar. Il se trouve au sein du  parc national Nahuel Huapi.

## Toponymie
Il porte le nom du père Thomas Falkner, prêtre jésuite du XVIIIe siècle qui ne parcourut jamais la région, mais collecta auprès des indigènes du sud de la province de Buenos Aires d'importantes données géographiques au sujet de la Patagonie andine, dans son œuvre « Descripción de la Patagonia y de las partes contiguas de la América del Sur ».

## Description

Carte du parc national Nahuel Huapi.

Situé au sein des montagnes de la cordillère des Andes, il occupe le fond d'une étroite et profonde vallée, allongée du nord-ouest au sud-est, à quelques kilomètres au nord du lac Traful. La zone située tout autour est en grande partie inhabitée. Il est totalement entouré d'une dense forêt de type andino-patagonique, formée  de lengas, coihues et autres Nothofagacées.
Sa surface se trouve à 927 mètres d'altitude.
Comme presque tous les lacs patagoniens, il est d'origine glaciaire.

## Bassin hydrographique
Il fait partie du bassin hydrographique du río Negro.
Il est le deuxième d'une chaîne de lacs alimentant le río Caleufú, affluent du río Collón Curá, lui-même affluent du río Limay. Son principal affluent est le court émissaire - sans nom - du Lac Villarino, long de 500 mètres à peine. Le lac Falkner déverse ses eaux dans le lac Nuevo et plus loin à l'est dans le río Caleufú, via le lac Filo Hua Hum.
Il est entouré par les cerros Falkner (2 350 mètres), del Buque et Alto.